# Lappland-Alpenrose
Die Lappland-Alpenrose (Rhododendron lapponicum) ist eine Pflanzenart aus der Gattung der Rhododendren (Rhododendron) innerhalb der Familie der Heidekrautgewächse (Ericaceae). Sie ist auf der Nordhalbkugel in den nördlichen Gebieten verbreitet.

## Beschreibung

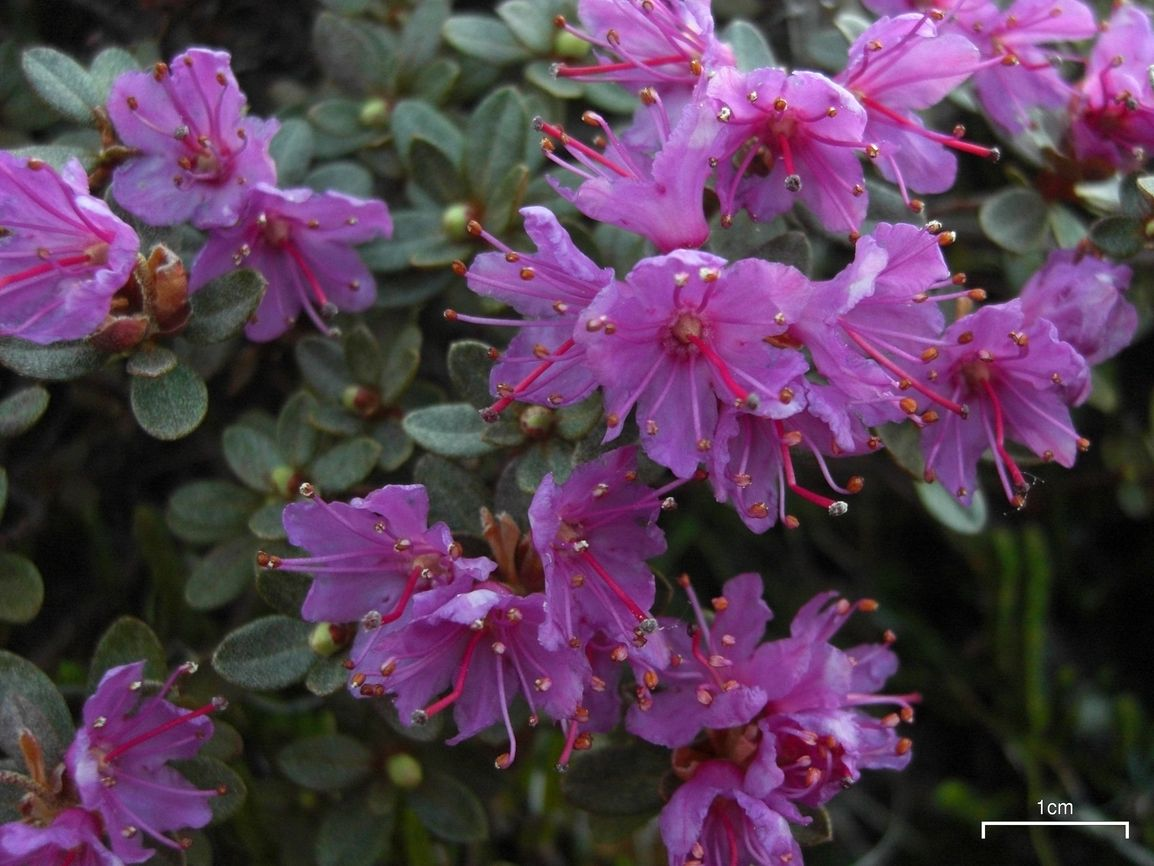
Fast radiärsymmetrische Blüten

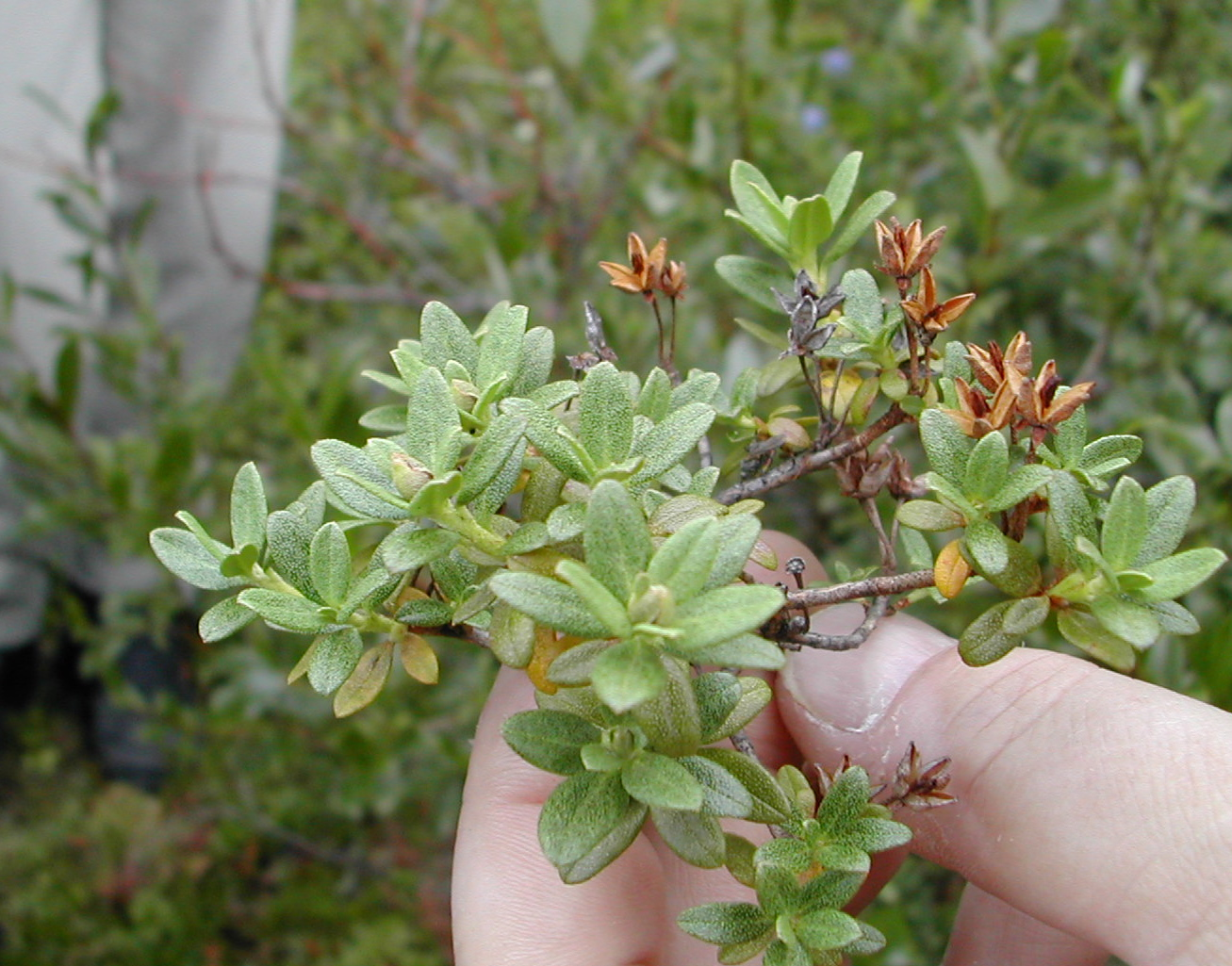
Zweig mit Laubblättern und geöffneten Kapselfrüchten

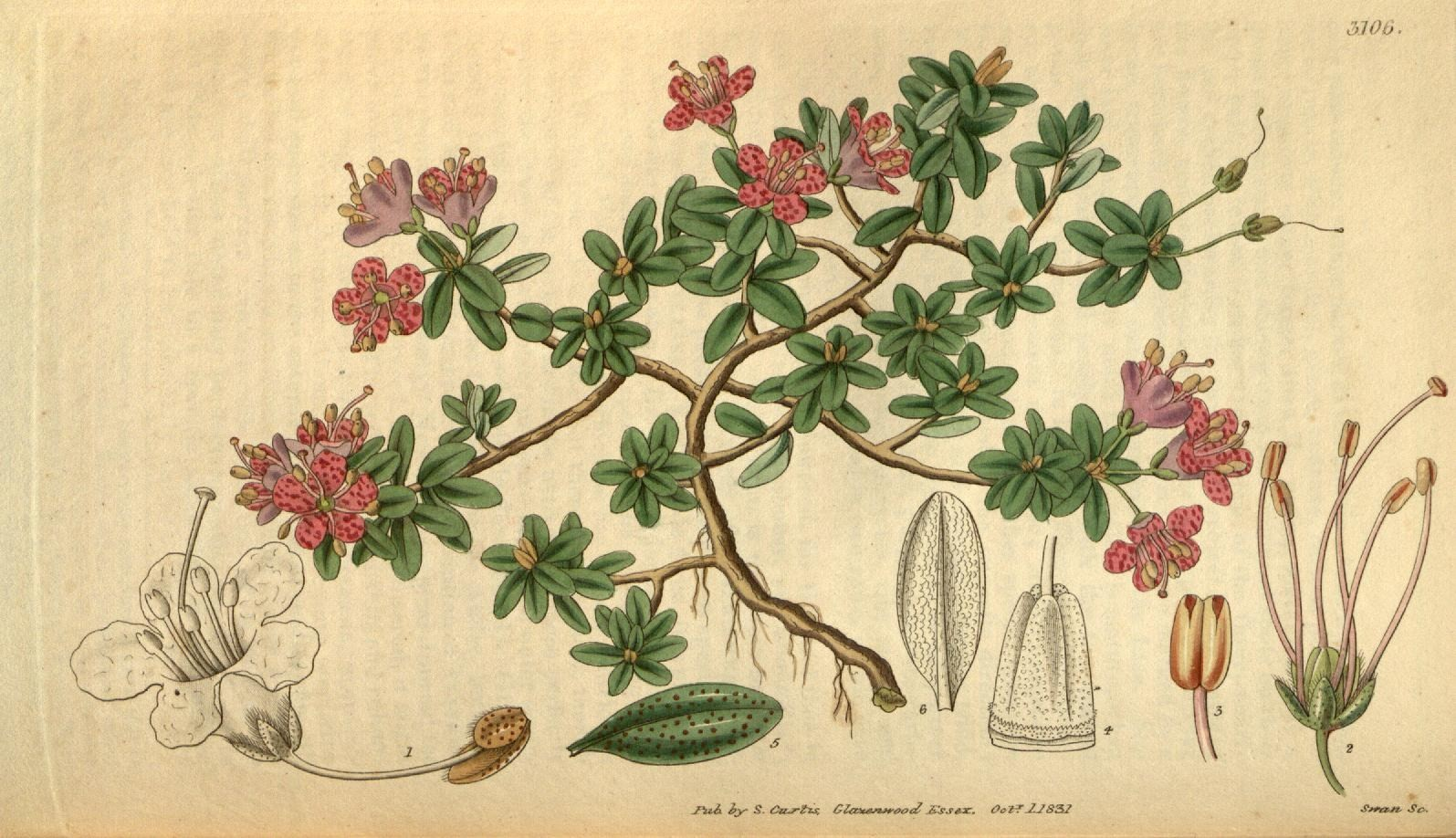
Illustration aus Curtis's botanical Magazine, Tafel 3106

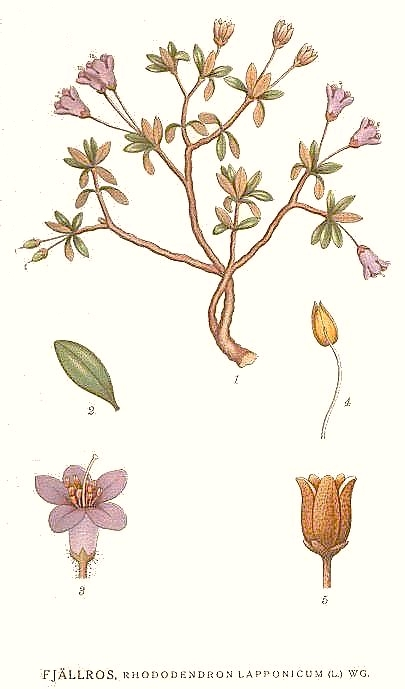
Illustration aus Carl Axel Magnus Lindman: Bilder ur Nordens Flora

### Vegetative Merkmale
Rhododendron lapponicum ist ein immergrüner Zwergstrauch, der Wuchshöhen von bis zu 0,5, ausnahmsweise bis zu 0,7 Metern erreicht. Es werden Rhizome gebildet. Dieser Zwergstrauch ist stark verzweigt, die Äste sind niederliegend, aufsteigend bis aufrecht. Die Borke ist mehr oder weniger glatt bis vertikal gefurcht. Die Rinde der Zweige ist dicht strohfarben oder golden bis rostrot mit mehrzelligen, breit-randigen, schildförmigen Schuppen und einzelligen Trichomen bedeckt.
Die büschelig gehäuft am Ende der Zweige sitzenden, haltbaren Laubblätter sind in Blattstiel und -spreite gegliedert. Die Laubblätter riechen beim Zerreiben aromatisch. Der relativ kurze Blattstiel ist mit breit-randigen, drüsigen, schildförmigen Schuppen bedeckt. Die einfache, ledrige Blattspreite ist bei einer Länge von 0,4 bis 2, selten bis zu 2,5 Zentimetern sowie bei einer Breite von 0,2 bis 0,7, selten bis zu 0,9 Zentimetern länglich-elliptisch bis elliptisch oder eiförmig bis verkehrt-eiförmig mit stumpfem bis gerundetem oder stachelspitzigem oberen Ende. Der glatte Blattrand ist flach bis nach unten eingerollt und besitzt breit-randige Schuppen. Beide Blattflächen sind auffällig mit strohfarbenen oder goldenen bis rostroten breit-randigen, drüsigen, schildförmigen Schuppen und die Blattunterseite zusätzlich mit einzelligen Trichomen bedeckt.

### Generative Merkmale
Die Blütezeit reicht von Frühjahr bis in den Sommer. Die Knospenschuppen der Blütenknospen sind mit rostroten Schuppen bedeckt und manchmal sind auf der Außenseite zusätzlich einfache Trichome vorhanden; ihr Rand ist mehr oder weniger bewimpert und es sind ein- sowie mehrzellige, verlängerte, nichtdrüsige Trichome vorhanden. Drei bis sechs Blüten befinden sich bündelig angeordnet in traubigen Blütenständen. Die Tragblätter sind ähnlich behaart wie die Knospenschuppen. Der 2,5 bis 14 Millimeter lange Blütenstiel ist mit rostroten, schildförmigen Schuppen und oft mit einzelligen Trichomen bedeckt. Die aufrechten bis horizontalen, duftenden Blüten öffnen sich vor dem frischen Laubaustrieb.
Die zwittrigen Blüten sind meist fünfzählig und fast radiärsymmetrisch mit doppelter Blütenhülle. Die fünf 0,5 bis 2 Millimeter langen Kelchblätter sind mit rost-roten Schuppen sowie einzelligen Trichomen bedeckt; ihr Rand ist bewimpert und es sind ein- sowie mehrzellige, verlängerte, nichtdrüsige Trichome vorhanden. Die Kelchzähne sind dreieckig und bewimpert. Die offene, bei einer Länge von meist 7,5 bis 14 (6,5 bis 15) Millimetern breit-trichterförmige, glockenförmige Blütenkrone ist außen kahl und rosa- bis purpurfarben, rot-violett, selten weiß, ohne Flecken oder Punkte. Die fünf Kronblätter sind auf etwa drei Viertel ihrer Länge verwachsen. Die 1,5 bis 6,5 Millimeter lange Kronröhre verbreitet sich allmählich. Die fünf Kronzipfel sind 4,5 bis 8,5 Millimeter lang. Die fünf bis acht oder manchmal bis zu zehn Staubblätter überragen bei einer Länge von 7 bis 13 Millimetern die Kronröhre ein wenig und sind von mehr oder weniger ungleicher Länge. Die Staubfäden sind kahl oder im oberen Bereich mit einzelligen Trichomen bedeckt. Der oberständige Fruchtknoten ist viel kürzer als der Griffel und mit Schuppen bedeckt.
Der aufrechte Fruchtstiel ist relativ kurz. Die verholzte 4 bis 7 Millimeter lange sowie 2 bis 3 Millimeter breite Kapselfrucht ist mit rostroten Schuppen sowie einzelligen Trichomen bedeckt und besitzt zwei oder drei Fruchtfächer; sie öffnet sich scheidewandspaltig = septizid. Die Samen besitzen keine erkennbaren Anhängsel und ihre glatte Samenschale (Testa) ist eng anliegend.

### Chromosomensatz
Die Chromosomenzahl beträgt x = 13; es liegt Diploidie oder Tetraploidie mit einer Chromosomenzahl von 2n = 26 oder 52 vor.

## Vorkommen
Rhododendron lapponicum ist auf der Nordhalbkugel in den nördlichen Gebieten verbreitet. Es gibt Fundortangaben aus den kanadischen Provinzen und Territorien südwestliches Alberta, nördliches British Columbia, nördliches Manitoba, Neufundland und Labrador, Nordwest-Territorien, Nova Scotia, Nunavut, nördliches Ontario, nördliches Québec sowie Yukon und in den nördlichen US-Bundesstaaten Alaska, Maine, New Hampshire, New Jersey sowie Wisconsin, Grönland, dem europäischen Teil Russlands und Skandinavien (Norwegen, Schweden, Finnland). In Asien kommt in den chinesischen Provinzen südliches Heilongjiang, Jilin sowie Liaoning, in der Inneren Mongolei, in der nordöstlichen Mongolei, in Sibirien, Nordkorea sowie im nördlichen Teil der japanischen Insel Hokkaidō und Russlands Fernem Osten vor. Die Lappland-Alpenrose ist eine der wenigen arktischen Arten in den Bergen Nordeuropas.
In China gedeiht Rhododendron lapponicum in arktischen Gebieten, in der Gebirgstundra, in Sümpfen, Torfstichen, Moosgebieten oder anderen Feuchtgebieten und auf Tonböden, in Höhenlagen von 0 bis 1900 Metern. In Nordamerika gedeiht Rhododendron lapponicum in der arktischen sowie alpinen Tundra, auf felsigen Ödland, in Heidegebieten, im Dickicht, höhergelegenen Strandkämmen und sandigen Ufergereichten von Fließgewässern in Höhenlagen von 0 bis 1900 Metern.
Die Lappland-Alpenrose ist kalkliebend und wächst in trockenen Heidegebieten, auf felsigen Hängen und an offenen Standorten.

## Taxonomie
Die Erstveröffentlichung erfolgte 1753 unter dem Namen (Basionym) Azalea lapponica durch Carl von Linné in Species Plantarum, Tomus I, Seite 151. Die Neukombination zu Rhododendron lapponicum (L.) Wahlenb. wurde 1812 Göran Wahlenberg in Flora Lapponica, 104 veröffentlicht. Das Artepitheton lapponicum spielt auf das Vorkommen in Lappland an. Weitere Synonyme für Rhododendron lapponicum (L.) Wahlenb. sind: Rhododendron confertissimum Nakai, Rhododendron lapponicum subsp. parvifolium (Adams) T.Yamaz., Rhododendron palustre Turcz., Rhododendron parviflorum F.Schmidt, Rhododendron parvifolium Adams, Rhododendron parvifolium subsp. confertissimum (Nakai) A.P.Khokhr.

## Giftigkeit
Wie alle anderen Rhododendron-Arten sind auch die Alpenrosen wegen ihres Andromedotoxins (Acetylandromedol), das zu den Diterpenen gehört, stark giftig. Besonders gefährdet sind Wiederkäuer, wenn sie mangels winterlicher Futterauswahl diese Pflanzen fressen.
Die „Alpenrose“ ist auch für Menschen giftig, wobei alle Pflanzenteile (Blüten, Blätter, Früchte und Wurzel) das Gift Acetylandromedol enthalten. Symptome einer Vergiftung sind vermehrter Speichelfluss, Übelkeit, Brechreiz, Bauchschmerzen und Durchfall. Bei höherer Dosis können auch schwere Herzrhythmusstörungen, Atemstörungen und Krampfanfälle auftreten, die durch Herz- und Atemstillstand zum Tod führen können.
Erste Hilfsmaßnahmen sind reichliche Flüssigkeitsaufnahme und die ärztliche Verabreichung von medizinischer Aktivkohle. Weitere Behandlungen durch den Arzt schließen sich an.

## Bibliographie
- V. Y. Barkalov (Hrsg.): Plantae Vasculares Orientalis Extremi Sovietici, 5, 1-388. Nauka, Leningrad, 1991.
- Markus Bolliger, Matthias Erben, Jürke Grau, Günther Heubl: Arbustos. Barcelona, Blume, 1986, ISBN 84-87535-15-1.
- W. J. Cody: Fl. Yukon Terr. i–xvii, 1–669. NRC Research Press, Ottawa, 1996.
- M. Fernald: Manual, 8. Ausgabe, i–lxiv, 1–1632. American Book Co., New York, 1950.
- H. A. Gleason: The Sympetalous Dicotyledoneae. Volume 3. 596 Seiten. In: H. A. Gleason: Ill. Fl. N. U.S., 3. Ausgabe, New York Botanical Garden, 1968.
- H. A. Gleason, A. J. Cronquist: Man. Vasc. Pl. N.E. U.S., 2. Ausgabe, i–910. New York Botanical Garden, 1991.
- E. Hultén: Fl. Alaska i–xxi, 1–1008. Stanford University Press, Stanford, 1968.
- L. I. Malyschev (Hrsg.): Flora of Siberia, 11, 2006, 1-310. Scientific Publishers, Inc., Enfield, Plymouth.
- Moss, E. H. 1983. Fl. Alberta (ed. 2) i–xii, 1–687. University of Toronto Press, Toronto.
- A. E. Porsild, W. Cody: Vasc. Pl. Continental Northw. Terr. Canada, i–viii, 1–607. Naturwissenschaftliches Nationalmuseum, Ottawa, 1980.
- Tyge W. Böcher, Kjeld Holmen, Knud Jakobsen: The Flora of Greenland. English Translation by T. T. Elkington, M. C. Lewis. P. Haase & Son Publishers, Copenhagen 1968 (nach Grønlands Flora, 2. revised edition 1966), S. 150.

- Karte mit allen verlinkten Seiten:
- OSM |
- WikiMap